# Фогеля тема
Те́ма Фо́геля — тема в шаховій композиції в задачах на три і більше ходів. Суть теми — вступним ходом білі зв'язують відразу дві свої фігури, які в варіанті гри розв'язуються одним ходом чорних.

## Історія
Цю ідею запропонував в першій половині ХХ століття шаховий композитор Фогель.
Білі роблять вступний хід і при цьому зв'язують дві свої фігури, а чорні захищаючись від загрози одним ходом розв'язують ці обидві фігури білих. В наступній грі розв'язані білі фігури використовуються білими для оголошення мату чорному королю.
Ідея дістала назву — тема Фогеля.
|   | a | b | c | d | e | f | g | h |   |
| 8 | c8 чорний кінь · f8 білий слон · a7 чорний кінь · c7 білий кінь · d6 біла тура · b5 чорний пішак · c5 чорний пішак · e5 чорний король · g5 чорний пішак · b4 чорний пішак · g4 білий пішак · h4 чорний пішак · a3 чорна тура · d3 білий слон · e3 білий кінь · f3 білий король · e2 чорний пішак · d1 чорний слон · e1 білий ферзь | c8 чорний кінь · f8 білий слон · a7 чорний кінь · c7 білий кінь · d6 біла тура · b5 чорний пішак · c5 чорний пішак · e5 чорний король · g5 чорний пішак · b4 чорний пішак · g4 білий пішак · h4 чорний пішак · a3 чорна тура · d3 білий слон · e3 білий кінь · f3 білий король · e2 чорний пішак · d1 чорний слон · e1 білий ферзь | c8 чорний кінь · f8 білий слон · a7 чорний кінь · c7 білий кінь · d6 біла тура · b5 чорний пішак · c5 чорний пішак · e5 чорний король · g5 чорний пішак · b4 чорний пішак · g4 білий пішак · h4 чорний пішак · a3 чорна тура · d3 білий слон · e3 білий кінь · f3 білий король · e2 чорний пішак · d1 чорний слон · e1 білий ферзь | c8 чорний кінь · f8 білий слон · a7 чорний кінь · c7 білий кінь · d6 біла тура · b5 чорний пішак · c5 чорний пішак · e5 чорний король · g5 чорний пішак · b4 чорний пішак · g4 білий пішак · h4 чорний пішак · a3 чорна тура · d3 білий слон · e3 білий кінь · f3 білий король · e2 чорний пішак · d1 чорний слон · e1 білий ферзь | c8 чорний кінь · f8 білий слон · a7 чорний кінь · c7 білий кінь · d6 біла тура · b5 чорний пішак · c5 чорний пішак · e5 чорний король · g5 чорний пішак · b4 чорний пішак · g4 білий пішак · h4 чорний пішак · a3 чорна тура · d3 білий слон · e3 білий кінь · f3 білий король · e2 чорний пішак · d1 чорний слон · e1 білий ферзь | c8 чорний кінь · f8 білий слон · a7 чорний кінь · c7 білий кінь · d6 біла тура · b5 чорний пішак · c5 чорний пішак · e5 чорний король · g5 чорний пішак · b4 чорний пішак · g4 білий пішак · h4 чорний пішак · a3 чорна тура · d3 білий слон · e3 білий кінь · f3 білий король · e2 чорний пішак · d1 чорний слон · e1 білий ферзь | c8 чорний кінь · f8 білий слон · a7 чорний кінь · c7 білий кінь · d6 біла тура · b5 чорний пішак · c5 чорний пішак · e5 чорний король · g5 чорний пішак · b4 чорний пішак · g4 білий пішак · h4 чорний пішак · a3 чорна тура · d3 білий слон · e3 білий кінь · f3 білий король · e2 чорний пішак · d1 чорний слон · e1 білий ферзь | c8 чорний кінь · f8 білий слон · a7 чорний кінь · c7 білий кінь · d6 біла тура · b5 чорний пішак · c5 чорний пішак · e5 чорний король · g5 чорний пішак · b4 чорний пішак · g4 білий пішак · h4 чорний пішак · a3 чорна тура · d3 білий слон · e3 білий кінь · f3 білий король · e2 чорний пішак · d1 чорний слон · e1 білий ферзь | 8 |
| 7 | c8 чорний кінь · f8 білий слон · a7 чорний кінь · c7 білий кінь · d6 біла тура · b5 чорний пішак · c5 чорний пішак · e5 чорний король · g5 чорний пішак · b4 чорний пішак · g4 білий пішак · h4 чорний пішак · a3 чорна тура · d3 білий слон · e3 білий кінь · f3 білий король · e2 чорний пішак · d1 чорний слон · e1 білий ферзь | c8 чорний кінь · f8 білий слон · a7 чорний кінь · c7 білий кінь · d6 біла тура · b5 чорний пішак · c5 чорний пішак · e5 чорний король · g5 чорний пішак · b4 чорний пішак · g4 білий пішак · h4 чорний пішак · a3 чорна тура · d3 білий слон · e3 білий кінь · f3 білий король · e2 чорний пішак · d1 чорний слон · e1 білий ферзь | c8 чорний кінь · f8 білий слон · a7 чорний кінь · c7 білий кінь · d6 біла тура · b5 чорний пішак · c5 чорний пішак · e5 чорний король · g5 чорний пішак · b4 чорний пішак · g4 білий пішак · h4 чорний пішак · a3 чорна тура · d3 білий слон · e3 білий кінь · f3 білий король · e2 чорний пішак · d1 чорний слон · e1 білий ферзь | c8 чорний кінь · f8 білий слон · a7 чорний кінь · c7 білий кінь · d6 біла тура · b5 чорний пішак · c5 чорний пішак · e5 чорний король · g5 чорний пішак · b4 чорний пішак · g4 білий пішак · h4 чорний пішак · a3 чорна тура · d3 білий слон · e3 білий кінь · f3 білий король · e2 чорний пішак · d1 чорний слон · e1 білий ферзь | c8 чорний кінь · f8 білий слон · a7 чорний кінь · c7 білий кінь · d6 біла тура · b5 чорний пішак · c5 чорний пішак · e5 чорний король · g5 чорний пішак · b4 чорний пішак · g4 білий пішак · h4 чорний пішак · a3 чорна тура · d3 білий слон · e3 білий кінь · f3 білий король · e2 чорний пішак · d1 чорний слон · e1 білий ферзь | c8 чорний кінь · f8 білий слон · a7 чорний кінь · c7 білий кінь · d6 біла тура · b5 чорний пішак · c5 чорний пішак · e5 чорний король · g5 чорний пішак · b4 чорний пішак · g4 білий пішак · h4 чорний пішак · a3 чорна тура · d3 білий слон · e3 білий кінь · f3 білий король · e2 чорний пішак · d1 чорний слон · e1 білий ферзь | c8 чорний кінь · f8 білий слон · a7 чорний кінь · c7 білий кінь · d6 біла тура · b5 чорний пішак · c5 чорний пішак · e5 чорний король · g5 чорний пішак · b4 чорний пішак · g4 білий пішак · h4 чорний пішак · a3 чорна тура · d3 білий слон · e3 білий кінь · f3 білий король · e2 чорний пішак · d1 чорний слон · e1 білий ферзь | c8 чорний кінь · f8 білий слон · a7 чорний кінь · c7 білий кінь · d6 біла тура · b5 чорний пішак · c5 чорний пішак · e5 чорний король · g5 чорний пішак · b4 чорний пішак · g4 білий пішак · h4 чорний пішак · a3 чорна тура · d3 білий слон · e3 білий кінь · f3 білий король · e2 чорний пішак · d1 чорний слон · e1 білий ферзь | 7 |
| 6 | c8 чорний кінь · f8 білий слон · a7 чорний кінь · c7 білий кінь · d6 біла тура · b5 чорний пішак · c5 чорний пішак · e5 чорний король · g5 чорний пішак · b4 чорний пішак · g4 білий пішак · h4 чорний пішак · a3 чорна тура · d3 білий слон · e3 білий кінь · f3 білий король · e2 чорний пішак · d1 чорний слон · e1 білий ферзь | c8 чорний кінь · f8 білий слон · a7 чорний кінь · c7 білий кінь · d6 біла тура · b5 чорний пішак · c5 чорний пішак · e5 чорний король · g5 чорний пішак · b4 чорний пішак · g4 білий пішак · h4 чорний пішак · a3 чорна тура · d3 білий слон · e3 білий кінь · f3 білий король · e2 чорний пішак · d1 чорний слон · e1 білий ферзь | c8 чорний кінь · f8 білий слон · a7 чорний кінь · c7 білий кінь · d6 біла тура · b5 чорний пішак · c5 чорний пішак · e5 чорний король · g5 чорний пішак · b4 чорний пішак · g4 білий пішак · h4 чорний пішак · a3 чорна тура · d3 білий слон · e3 білий кінь · f3 білий король · e2 чорний пішак · d1 чорний слон · e1 білий ферзь | c8 чорний кінь · f8 білий слон · a7 чорний кінь · c7 білий кінь · d6 біла тура · b5 чорний пішак · c5 чорний пішак · e5 чорний король · g5 чорний пішак · b4 чорний пішак · g4 білий пішак · h4 чорний пішак · a3 чорна тура · d3 білий слон · e3 білий кінь · f3 білий король · e2 чорний пішак · d1 чорний слон · e1 білий ферзь | c8 чорний кінь · f8 білий слон · a7 чорний кінь · c7 білий кінь · d6 біла тура · b5 чорний пішак · c5 чорний пішак · e5 чорний король · g5 чорний пішак · b4 чорний пішак · g4 білий пішак · h4 чорний пішак · a3 чорна тура · d3 білий слон · e3 білий кінь · f3 білий король · e2 чорний пішак · d1 чорний слон · e1 білий ферзь | c8 чорний кінь · f8 білий слон · a7 чорний кінь · c7 білий кінь · d6 біла тура · b5 чорний пішак · c5 чорний пішак · e5 чорний король · g5 чорний пішак · b4 чорний пішак · g4 білий пішак · h4 чорний пішак · a3 чорна тура · d3 білий слон · e3 білий кінь · f3 білий король · e2 чорний пішак · d1 чорний слон · e1 білий ферзь | c8 чорний кінь · f8 білий слон · a7 чорний кінь · c7 білий кінь · d6 біла тура · b5 чорний пішак · c5 чорний пішак · e5 чорний король · g5 чорний пішак · b4 чорний пішак · g4 білий пішак · h4 чорний пішак · a3 чорна тура · d3 білий слон · e3 білий кінь · f3 білий король · e2 чорний пішак · d1 чорний слон · e1 білий ферзь | c8 чорний кінь · f8 білий слон · a7 чорний кінь · c7 білий кінь · d6 біла тура · b5 чорний пішак · c5 чорний пішак · e5 чорний король · g5 чорний пішак · b4 чорний пішак · g4 білий пішак · h4 чорний пішак · a3 чорна тура · d3 білий слон · e3 білий кінь · f3 білий король · e2 чорний пішак · d1 чорний слон · e1 білий ферзь | 6 |
| 5 | c8 чорний кінь · f8 білий слон · a7 чорний кінь · c7 білий кінь · d6 біла тура · b5 чорний пішак · c5 чорний пішак · e5 чорний король · g5 чорний пішак · b4 чорний пішак · g4 білий пішак · h4 чорний пішак · a3 чорна тура · d3 білий слон · e3 білий кінь · f3 білий король · e2 чорний пішак · d1 чорний слон · e1 білий ферзь | c8 чорний кінь · f8 білий слон · a7 чорний кінь · c7 білий кінь · d6 біла тура · b5 чорний пішак · c5 чорний пішак · e5 чорний король · g5 чорний пішак · b4 чорний пішак · g4 білий пішак · h4 чорний пішак · a3 чорна тура · d3 білий слон · e3 білий кінь · f3 білий король · e2 чорний пішак · d1 чорний слон · e1 білий ферзь | c8 чорний кінь · f8 білий слон · a7 чорний кінь · c7 білий кінь · d6 біла тура · b5 чорний пішак · c5 чорний пішак · e5 чорний король · g5 чорний пішак · b4 чорний пішак · g4 білий пішак · h4 чорний пішак · a3 чорна тура · d3 білий слон · e3 білий кінь · f3 білий король · e2 чорний пішак · d1 чорний слон · e1 білий ферзь | c8 чорний кінь · f8 білий слон · a7 чорний кінь · c7 білий кінь · d6 біла тура · b5 чорний пішак · c5 чорний пішак · e5 чорний король · g5 чорний пішак · b4 чорний пішак · g4 білий пішак · h4 чорний пішак · a3 чорна тура · d3 білий слон · e3 білий кінь · f3 білий король · e2 чорний пішак · d1 чорний слон · e1 білий ферзь | c8 чорний кінь · f8 білий слон · a7 чорний кінь · c7 білий кінь · d6 біла тура · b5 чорний пішак · c5 чорний пішак · e5 чорний король · g5 чорний пішак · b4 чорний пішак · g4 білий пішак · h4 чорний пішак · a3 чорна тура · d3 білий слон · e3 білий кінь · f3 білий король · e2 чорний пішак · d1 чорний слон · e1 білий ферзь | c8 чорний кінь · f8 білий слон · a7 чорний кінь · c7 білий кінь · d6 біла тура · b5 чорний пішак · c5 чорний пішак · e5 чорний король · g5 чорний пішак · b4 чорний пішак · g4 білий пішак · h4 чорний пішак · a3 чорна тура · d3 білий слон · e3 білий кінь · f3 білий король · e2 чорний пішак · d1 чорний слон · e1 білий ферзь | c8 чорний кінь · f8 білий слон · a7 чорний кінь · c7 білий кінь · d6 біла тура · b5 чорний пішак · c5 чорний пішак · e5 чорний король · g5 чорний пішак · b4 чорний пішак · g4 білий пішак · h4 чорний пішак · a3 чорна тура · d3 білий слон · e3 білий кінь · f3 білий король · e2 чорний пішак · d1 чорний слон · e1 білий ферзь | c8 чорний кінь · f8 білий слон · a7 чорний кінь · c7 білий кінь · d6 біла тура · b5 чорний пішак · c5 чорний пішак · e5 чорний король · g5 чорний пішак · b4 чорний пішак · g4 білий пішак · h4 чорний пішак · a3 чорна тура · d3 білий слон · e3 білий кінь · f3 білий король · e2 чорний пішак · d1 чорний слон · e1 білий ферзь | 5 |
| 4 | c8 чорний кінь · f8 білий слон · a7 чорний кінь · c7 білий кінь · d6 біла тура · b5 чорний пішак · c5 чорний пішак · e5 чорний король · g5 чорний пішак · b4 чорний пішак · g4 білий пішак · h4 чорний пішак · a3 чорна тура · d3 білий слон · e3 білий кінь · f3 білий король · e2 чорний пішак · d1 чорний слон · e1 білий ферзь | c8 чорний кінь · f8 білий слон · a7 чорний кінь · c7 білий кінь · d6 біла тура · b5 чорний пішак · c5 чорний пішак · e5 чорний король · g5 чорний пішак · b4 чорний пішак · g4 білий пішак · h4 чорний пішак · a3 чорна тура · d3 білий слон · e3 білий кінь · f3 білий король · e2 чорний пішак · d1 чорний слон · e1 білий ферзь | c8 чорний кінь · f8 білий слон · a7 чорний кінь · c7 білий кінь · d6 біла тура · b5 чорний пішак · c5 чорний пішак · e5 чорний король · g5 чорний пішак · b4 чорний пішак · g4 білий пішак · h4 чорний пішак · a3 чорна тура · d3 білий слон · e3 білий кінь · f3 білий король · e2 чорний пішак · d1 чорний слон · e1 білий ферзь | c8 чорний кінь · f8 білий слон · a7 чорний кінь · c7 білий кінь · d6 біла тура · b5 чорний пішак · c5 чорний пішак · e5 чорний король · g5 чорний пішак · b4 чорний пішак · g4 білий пішак · h4 чорний пішак · a3 чорна тура · d3 білий слон · e3 білий кінь · f3 білий король · e2 чорний пішак · d1 чорний слон · e1 білий ферзь | c8 чорний кінь · f8 білий слон · a7 чорний кінь · c7 білий кінь · d6 біла тура · b5 чорний пішак · c5 чорний пішак · e5 чорний король · g5 чорний пішак · b4 чорний пішак · g4 білий пішак · h4 чорний пішак · a3 чорна тура · d3 білий слон · e3 білий кінь · f3 білий король · e2 чорний пішак · d1 чорний слон · e1 білий ферзь | c8 чорний кінь · f8 білий слон · a7 чорний кінь · c7 білий кінь · d6 біла тура · b5 чорний пішак · c5 чорний пішак · e5 чорний король · g5 чорний пішак · b4 чорний пішак · g4 білий пішак · h4 чорний пішак · a3 чорна тура · d3 білий слон · e3 білий кінь · f3 білий король · e2 чорний пішак · d1 чорний слон · e1 білий ферзь | c8 чорний кінь · f8 білий слон · a7 чорний кінь · c7 білий кінь · d6 біла тура · b5 чорний пішак · c5 чорний пішак · e5 чорний король · g5 чорний пішак · b4 чорний пішак · g4 білий пішак · h4 чорний пішак · a3 чорна тура · d3 білий слон · e3 білий кінь · f3 білий король · e2 чорний пішак · d1 чорний слон · e1 білий ферзь | c8 чорний кінь · f8 білий слон · a7 чорний кінь · c7 білий кінь · d6 біла тура · b5 чорний пішак · c5 чорний пішак · e5 чорний король · g5 чорний пішак · b4 чорний пішак · g4 білий пішак · h4 чорний пішак · a3 чорна тура · d3 білий слон · e3 білий кінь · f3 білий король · e2 чорний пішак · d1 чорний слон · e1 білий ферзь | 4 |
| 3 | c8 чорний кінь · f8 білий слон · a7 чорний кінь · c7 білий кінь · d6 біла тура · b5 чорний пішак · c5 чорний пішак · e5 чорний король · g5 чорний пішак · b4 чорний пішак · g4 білий пішак · h4 чорний пішак · a3 чорна тура · d3 білий слон · e3 білий кінь · f3 білий король · e2 чорний пішак · d1 чорний слон · e1 білий ферзь | c8 чорний кінь · f8 білий слон · a7 чорний кінь · c7 білий кінь · d6 біла тура · b5 чорний пішак · c5 чорний пішак · e5 чорний король · g5 чорний пішак · b4 чорний пішак · g4 білий пішак · h4 чорний пішак · a3 чорна тура · d3 білий слон · e3 білий кінь · f3 білий король · e2 чорний пішак · d1 чорний слон · e1 білий ферзь | c8 чорний кінь · f8 білий слон · a7 чорний кінь · c7 білий кінь · d6 біла тура · b5 чорний пішак · c5 чорний пішак · e5 чорний король · g5 чорний пішак · b4 чорний пішак · g4 білий пішак · h4 чорний пішак · a3 чорна тура · d3 білий слон · e3 білий кінь · f3 білий король · e2 чорний пішак · d1 чорний слон · e1 білий ферзь | c8 чорний кінь · f8 білий слон · a7 чорний кінь · c7 білий кінь · d6 біла тура · b5 чорний пішак · c5 чорний пішак · e5 чорний король · g5 чорний пішак · b4 чорний пішак · g4 білий пішак · h4 чорний пішак · a3 чорна тура · d3 білий слон · e3 білий кінь · f3 білий король · e2 чорний пішак · d1 чорний слон · e1 білий ферзь | c8 чорний кінь · f8 білий слон · a7 чорний кінь · c7 білий кінь · d6 біла тура · b5 чорний пішак · c5 чорний пішак · e5 чорний король · g5 чорний пішак · b4 чорний пішак · g4 білий пішак · h4 чорний пішак · a3 чорна тура · d3 білий слон · e3 білий кінь · f3 білий король · e2 чорний пішак · d1 чорний слон · e1 білий ферзь | c8 чорний кінь · f8 білий слон · a7 чорний кінь · c7 білий кінь · d6 біла тура · b5 чорний пішак · c5 чорний пішак · e5 чорний король · g5 чорний пішак · b4 чорний пішак · g4 білий пішак · h4 чорний пішак · a3 чорна тура · d3 білий слон · e3 білий кінь · f3 білий король · e2 чорний пішак · d1 чорний слон · e1 білий ферзь | c8 чорний кінь · f8 білий слон · a7 чорний кінь · c7 білий кінь · d6 біла тура · b5 чорний пішак · c5 чорний пішак · e5 чорний король · g5 чорний пішак · b4 чорний пішак · g4 білий пішак · h4 чорний пішак · a3 чорна тура · d3 білий слон · e3 білий кінь · f3 білий король · e2 чорний пішак · d1 чорний слон · e1 білий ферзь | c8 чорний кінь · f8 білий слон · a7 чорний кінь · c7 білий кінь · d6 біла тура · b5 чорний пішак · c5 чорний пішак · e5 чорний король · g5 чорний пішак · b4 чорний пішак · g4 білий пішак · h4 чорний пішак · a3 чорна тура · d3 білий слон · e3 білий кінь · f3 білий король · e2 чорний пішак · d1 чорний слон · e1 білий ферзь | 3 |
| 2 | c8 чорний кінь · f8 білий слон · a7 чорний кінь · c7 білий кінь · d6 біла тура · b5 чорний пішак · c5 чорний пішак · e5 чорний король · g5 чорний пішак · b4 чорний пішак · g4 білий пішак · h4 чорний пішак · a3 чорна тура · d3 білий слон · e3 білий кінь · f3 білий король · e2 чорний пішак · d1 чорний слон · e1 білий ферзь | c8 чорний кінь · f8 білий слон · a7 чорний кінь · c7 білий кінь · d6 біла тура · b5 чорний пішак · c5 чорний пішак · e5 чорний король · g5 чорний пішак · b4 чорний пішак · g4 білий пішак · h4 чорний пішак · a3 чорна тура · d3 білий слон · e3 білий кінь · f3 білий король · e2 чорний пішак · d1 чорний слон · e1 білий ферзь | c8 чорний кінь · f8 білий слон · a7 чорний кінь · c7 білий кінь · d6 біла тура · b5 чорний пішак · c5 чорний пішак · e5 чорний король · g5 чорний пішак · b4 чорний пішак · g4 білий пішак · h4 чорний пішак · a3 чорна тура · d3 білий слон · e3 білий кінь · f3 білий король · e2 чорний пішак · d1 чорний слон · e1 білий ферзь | c8 чорний кінь · f8 білий слон · a7 чорний кінь · c7 білий кінь · d6 біла тура · b5 чорний пішак · c5 чорний пішак · e5 чорний король · g5 чорний пішак · b4 чорний пішак · g4 білий пішак · h4 чорний пішак · a3 чорна тура · d3 білий слон · e3 білий кінь · f3 білий король · e2 чорний пішак · d1 чорний слон · e1 білий ферзь | c8 чорний кінь · f8 білий слон · a7 чорний кінь · c7 білий кінь · d6 біла тура · b5 чорний пішак · c5 чорний пішак · e5 чорний король · g5 чорний пішак · b4 чорний пішак · g4 білий пішак · h4 чорний пішак · a3 чорна тура · d3 білий слон · e3 білий кінь · f3 білий король · e2 чорний пішак · d1 чорний слон · e1 білий ферзь | c8 чорний кінь · f8 білий слон · a7 чорний кінь · c7 білий кінь · d6 біла тура · b5 чорний пішак · c5 чорний пішак · e5 чорний король · g5 чорний пішак · b4 чорний пішак · g4 білий пішак · h4 чорний пішак · a3 чорна тура · d3 білий слон · e3 білий кінь · f3 білий король · e2 чорний пішак · d1 чорний слон · e1 білий ферзь | c8 чорний кінь · f8 білий слон · a7 чорний кінь · c7 білий кінь · d6 біла тура · b5 чорний пішак · c5 чорний пішак · e5 чорний король · g5 чорний пішак · b4 чорний пішак · g4 білий пішак · h4 чорний пішак · a3 чорна тура · d3 білий слон · e3 білий кінь · f3 білий король · e2 чорний пішак · d1 чорний слон · e1 білий ферзь | c8 чорний кінь · f8 білий слон · a7 чорний кінь · c7 білий кінь · d6 біла тура · b5 чорний пішак · c5 чорний пішак · e5 чорний король · g5 чорний пішак · b4 чорний пішак · g4 білий пішак · h4 чорний пішак · a3 чорна тура · d3 білий слон · e3 білий кінь · f3 білий король · e2 чорний пішак · d1 чорний слон · e1 білий ферзь | 2 |
| 1 | c8 чорний кінь · f8 білий слон · a7 чорний кінь · c7 білий кінь · d6 біла тура · b5 чорний пішак · c5 чорний пішак · e5 чорний король · g5 чорний пішак · b4 чорний пішак · g4 білий пішак · h4 чорний пішак · a3 чорна тура · d3 білий слон · e3 білий кінь · f3 білий король · e2 чорний пішак · d1 чорний слон · e1 білий ферзь | c8 чорний кінь · f8 білий слон · a7 чорний кінь · c7 білий кінь · d6 біла тура · b5 чорний пішак · c5 чорний пішак · e5 чорний король · g5 чорний пішак · b4 чорний пішак · g4 білий пішак · h4 чорний пішак · a3 чорна тура · d3 білий слон · e3 білий кінь · f3 білий король · e2 чорний пішак · d1 чорний слон · e1 білий ферзь | c8 чорний кінь · f8 білий слон · a7 чорний кінь · c7 білий кінь · d6 біла тура · b5 чорний пішак · c5 чорний пішак · e5 чорний король · g5 чорний пішак · b4 чорний пішак · g4 білий пішак · h4 чорний пішак · a3 чорна тура · d3 білий слон · e3 білий кінь · f3 білий король · e2 чорний пішак · d1 чорний слон · e1 білий ферзь | c8 чорний кінь · f8 білий слон · a7 чорний кінь · c7 білий кінь · d6 біла тура · b5 чорний пішак · c5 чорний пішак · e5 чорний король · g5 чорний пішак · b4 чорний пішак · g4 білий пішак · h4 чорний пішак · a3 чорна тура · d3 білий слон · e3 білий кінь · f3 білий король · e2 чорний пішак · d1 чорний слон · e1 білий ферзь | c8 чорний кінь · f8 білий слон · a7 чорний кінь · c7 білий кінь · d6 біла тура · b5 чорний пішак · c5 чорний пішак · e5 чорний король · g5 чорний пішак · b4 чорний пішак · g4 білий пішак · h4 чорний пішак · a3 чорна тура · d3 білий слон · e3 білий кінь · f3 білий король · e2 чорний пішак · d1 чорний слон · e1 білий ферзь | c8 чорний кінь · f8 білий слон · a7 чорний кінь · c7 білий кінь · d6 біла тура · b5 чорний пішак · c5 чорний пішак · e5 чорний король · g5 чорний пішак · b4 чорний пішак · g4 білий пішак · h4 чорний пішак · a3 чорна тура · d3 білий слон · e3 білий кінь · f3 білий король · e2 чорний пішак · d1 чорний слон · e1 білий ферзь | c8 чорний кінь · f8 білий слон · a7 чорний кінь · c7 білий кінь · d6 біла тура · b5 чорний пішак · c5 чорний пішак · e5 чорний король · g5 чорний пішак · b4 чорний пішак · g4 білий пішак · h4 чорний пішак · a3 чорна тура · d3 білий слон · e3 білий кінь · f3 білий король · e2 чорний пішак · d1 чорний слон · e1 білий ферзь | c8 чорний кінь · f8 білий слон · a7 чорний кінь · c7 білий кінь · d6 біла тура · b5 чорний пішак · c5 чорний пішак · e5 чорний король · g5 чорний пішак · b4 чорний пішак · g4 білий пішак · h4 чорний пішак · a3 чорна тура · d3 білий слон · e3 білий кінь · f3 білий король · e2 чорний пішак · d1 чорний слон · e1 білий ферзь | 1 |
|   | a | b | c | d | e | f | g | h |   |

FEN: 2n2B2/n1N5/3R4/1pp1k1p1/1p4Pp/r2BNK2/4p3/3bQ3
1. Be2! ~ 2. Re6 Kd4 3. Re4#
1. ... Bb3 2. Sc4 Bxc4+ 3. Bd3#
Після вступного ходу виникає загроза, але при цьому білі зв'язали свого слона і коня. Чорні захищаючись від загрози розв'язують обидві білі фігури — чорний слон прямо розв'язує білого слона і перекриваючи свою туру, опосередковано розв'язує коня. Щойно розв'язані білі тематичні фігури вступають в гру і досягають успіху.